# آنگورام
آنگورام یکی از شهرهای استان سپیک شرقی، واقع در کشور پاپوآ گینه نو است.